# Еріх Обермаєр
Еріх Обермаєр (нім. Erich Obermayer, нар. 23 січня 1953, Відень) — австрійський футболіст, що грав на позиції ліберо. По завершенні ігрової кар'єри — тренер.
Виступав протягом кар'єри за клуб «Аустрія» (Відень), а також національну збірну Австрії, з якою став учасником двох чемпіонатів світу.

## Клубна кар'єра
Народився 23 січня 1953 року в місті Відень. Вихованець юнацьких команд футбольних клубів «Відень» та «Аустрія» (Відень).
У сезоні 1971/72 дебютував в австрійській Бундеслізі виступами за команду «Аустрія» (Відень), а з сезону 1973/74 став основним гравцем команди. У 1972 році він став віцечемпіоном країни, а в 1974 році виграв перший Кубок Австрії у своїй кар'єрі. Свій перший титул чемпіона він виграв у 1976 році, який згодом виграв ще сім разів у 1978, 1979, 1980, 1981, 1984, 1985 та 1986 роках. Також чотири рази він вигравав національний кубок у 1977, 1980, 1982 та 1986 роках, стільки ж разів ставав віцечемпіоном Австрії (1982, 1983, 1987, 1988). У 1978 році він зіграв з командою у фіналі Кубка володарів кубків, програвши Андерлехту (0:4).
Свою футбольну кар'єру він закінчив у 1989 році у віці 36 років. За «Аустрію» Обермаєр провів 544 матчі Бундесліги та забив 15 голів.

## Виступи за збірну
2 квітня 1975 року дебютував в офіційних матчах у складі національної збірної Австрії в грі відбору на Євро-1976 проти Угорщини (0:0).
У складі збірної був учасником чемпіонату світу 1978 року в Аргентині, де зіграв у всіх шести іграх, а команда не подолала другий груповий етап.
Після того як кар'єру у збірній 1980 року завершив капітан Роберт Зара, Обермаєр замінив його в цьому статусі, зігравши як капітан на чемпіонаті світу 1982 року в Іспанії. Там Обермаєр виходив на поле в усіх п'яти іграх, але австрійцям знову не вдалось пройти другий груповий етап. А після «мундіалю» новим капітаном став Герберт Прогазка, хоча Обермаєр і продовжував виступати за збірну до 1985 року.
Загалом протягом кар'єри у національній команді, яка тривала 11 років, провів у її формі 50 матчів, забивши 1 гол.

## Кар'єра тренера
Розпочав тренерську кар'єру невдовзі по завершенні кар'єри гравця, 1990 року, увійшовши до тренерського штабу Герберта Прогазки у рідній «Аустрії» (Відень), де працював у 1990—1992 і 1999—2000 роках.
Протягом тренерської кар'єри також очолював австрійські команди «Флорідсдорфер» та «Зіммерингер СК».

## Титули і досягнення
- Чемпіон Австрії (8):

«Аустрія» (Відень): 1975/76, 1977/78, 1978/79, 1979/80, 1980/81, 1983/84, 1984/85, 1985/86
- Володар Кубка Австрії (5):

«Аустрія» (Відень): 1973/74, 1976/77, 1979/80, 1981/82, 1985/86